# Semianillo
En álgebra, un semianillo es una estructura algebraica más general que un anillo.

## Definición

### Semianillo
Dado un conjunto A y dos operaciones binarias + y ·, llamadas adición y multiplicación, la 3-tupla (A,+,·) es un semianillo si satisface las siguientes condiciones:
(A,+) es un semigrupo conmutativo; es decir:
1. (a + b) + c = a + (b + c) para todo a, b, c en A (asociatividad)
2. a + b = b + a para todo a, b en A (conmutatividad)

(A,·) es un semigrupo:
1. (a · b) · c = a · (b · c) para todo a, b, c en A (asociatividad)

La multiplicación distribuye sobre la adición; es decir:
1. a · (b + c) = a · b + a · c para todo a, b, c en A (distribución por la izquierda)
2. (a + b) · c = a · c + b · c para todo a, b, c en A (distribución por la derecha)

Si la operación "·" es conmutativa el semianillo se llama semianillo conmutativo o abeliano.

### Semianillo unitario
Dado un conjunto A y dos operaciones binarias + y ·, llamadas adición y multiplicación, la 3-tupla (A,+,·) es un semianillo si satisface las siguientes condiciones:
(A,+) es un semigrupo conmutativo; es decir:
1. (a + b) + c = a + (b + c) para todo a, b, c en A (asociatividad)
2. a + b = b + a para todo a, b en A (conmutatividad)

(A,·) es un monoide con 1 como elemento neutro; es decir:
1. (a · b) · c = a · (b · c) para todo a, b, c en A (asociatividad)
2. a · 1 = 1 · a = a para todo a en A (elemento neutro)

La multiplicación distribuye sobre la adición; es decir:
1. a · (b + c) = a · b + a · c para todo a, b, c en A (distribución por la izquierda)
2. (a + b) · c = a · c + b · c para todo a, b, c en A (distribución por la derecha)

Si la operación "·" es conmutativa el semianillo unitario se llama semianillo unitario conmutativo o abeliano.